# Saturn Awards 2024
La 48ª edizione dei Saturn Awards si è svolta il 4 febbraio 2024 presso il Los Angeles Marriott Burbank Airport Hotel a Burbank, in California, ed è stata trasmessa in live streaming per il secondo anno consecutivo su ElectricNOW.
Ufficialmente l'edizione è conosciuta come 51st Anniversary Saturn Awards. La modifica del numero del nome dei premi è stata introdotta per la cerimonia precedente, che è stata ribattezzata da 47th Saturn Awards a 50th Anniversary Saturn Awards per celebrare i 50 anni dei Saturn Awards (creati nel 1972); tale modifica è stata implementata anche per questa edizione.
L'annuncio delle candidature e il processo di premiazione sono stati rinviati in solidarietà con gli scioperi WGA/SAG-AFTRA, che hanno avuto luogo dal 2 maggio al 9 novembre 2023. Alla fine, i candidati sono stati annunciati il 6 dicembre 2023.

## Candidati e vincitori
I vincitori sono indicati in grassetto, a seguire gli altri candidati.

### Film

#### Miglior film di fantascienza
- Avatar - La via dell'acqua (Avatar: The Way of Water), regia di James Cameron
- The Creator, regia di Gareth Edwards
- Megan, regia di Gerard Johnstone
- Prey, regia di Dan Trachtenberg
- Transformers - Il risveglio (Transformers: Rise of the Beasts), regia di Steven Caple Jr.

#### Miglior film fantasy
- Indiana Jones e il quadrante del destino (Indiana Jones and the Dial of Destiny), regia di James Mangold
- Barbie, regia di Greta Gerwig
- Dungeons & Dragons - L'onore dei ladri (Dungeons & Dragons: Honor Among Thieves), regia di Jonathan Goldstein e John Francis Daley
- La casa dei fantasmi (Haunted Mansion), regia di Justin Simien
- La sirenetta (The Little Mermaid), regia di Rob Marshall

#### Miglior film horror
- Talk to Me, regia di Danny e Michael Philippou
- Barbarian, regia di Zach Cregger
- La casa - Il risveglio del male (Evil Dead Rise), regia di Lee Cronin
- Insidious - La porta rossa (Insidious: The Red Door), regia di Patrick Wilson
- Renfield, regia di Chris McKay
- Scream VI, regia di Matt Bettinelli-Olpin e Tyler Gillett
- Smile, regia di Parker Finn

#### Miglior film thriller
- Oppenheimer, regia di Christopher Nolan
- Don't Worry Darling, regia di Olivia Wilde
- Glass Onion - Knives Out (Glass Onion: A Knives Out Mystery), regia di Rian Johnson
- Bussano alla porta (Knock at the Cabin), regia di M. Night Shyamalan
- The Lesson, regia di Alice Troughton
- The Menu, regia di Mark Mylod

#### Migliore trasposizione da fumetto a film
- Guardiani della Galassia Vol. 3 (Guardians of the Galaxy Vol. 3), regia di James Gunn
- Ant-Man and the Wasp: Quantumania, regia di Peyton Reed
- Black Panther: Wakanda Forever, regia di Ryan Coogler
- Blue Beetle, regia di Ángel Manuel Soto
- The Flash, regia di Andy Muschietti

#### Miglior film d'azione/di avventura
- Mission: Impossible - Dead Reckoning - Parte uno (Mission: Impossible - Dead Reckoning - Part One), regia di Christopher McQuarrie
- Bullet Train, regia di David Leitch
- The Equalizer 3 - Senza tregua (The Equalizer 3), regia di Antoine Fuqua
- Fast X, regia di Louis Leterrier
- John Wick 4 (John Wick: Chapter 4), regia di Chad Stahelski
- The Woman King, regia di Gina Prince-Bythewood

#### Miglior attore
- Harrison Ford - Indiana Jones e il quadrante del destino (Indiana Jones and the Dial of Destiny)
- Ralph Fiennes - The Menu
- Ben Kingsley - Jules
- Cillian Murphy - Oppenheimer
- Chris Pratt - Guardiani della Galassia Vol. 3 (Guardians of the Galaxy Vol. 3)
- Keanu Reeves - John Wick 4 (John Wick: Chapter 4)
- Sam Worthington - Avatar - La via dell'acqua (Avatar: The Way of Water)

#### Miglior attrice
- Margot Robbie - Barbie
- Viola Davis - The Woman King
- Mia Goth - Pearl
- Amber Midthunder - Prey
- Anya Taylor-Joy - The Menu
- Zoe Saldana - Avatar - La via dell'acqua (Avatar: The Way of Water)

#### Miglior attore non protagonista
- Nicolas Cage - Renfield
- Robert Downey Jr. - Oppenheimer
- Ryan Gosling - Barbie
- Michael Keaton - The Flash
- Stephen Lang - Avatar - La via dell'acqua (Avatar: The Way of Water)
- Mads Mikkelsen - Indiana Jones e il quadrante del destino (Indiana Jones and the Dial of Destiny)

#### Miglior attrice non protagonista
- Emily Blunt - Oppenheimer
- Angela Bassett - Black Panther: Wakanda Forever
- Jane Curtin - Jules
- Melissa McCarthy - La sirenetta (The Little Mermaid)
- Phoebe Waller-Bridge - Indiana Jones e il quadrante del destino (Indiana Jones and the Dial of Destiny)
- Sophie Wilde - Talk to Me

#### Miglior attore emergente
- Xolo Maridueña - Blue Beetle
- Halle Bailey - La sirenetta (The Little Mermaid)
- Vivien Lyra Blair - The Boogeyman
- Jack Champion - Avatar - La via dell'acqua (Avatar: The Way of Water)
- Violet McGraw - Megan
- Noah Schnapp - The Tutor

#### Miglior regia
- James Cameron - Avatar - La via dell'acqua (Avatar: The Way of Water)
- Greta Gerwig - Barbie
- James Gunn - Guardiani della Galassia Vol. 3 (Guardians of the Galaxy Vol. 3)
- James Mangold - Indiana Jones e il quadrante del destino (Indiana Jones and the Dial of Destiny)
- Mark Mylod - The Menu
- Christopher Nolan - Oppenheimer
- Danny e Michael Philippou - Talk to Me

#### Miglior sceneggiatura
- James Cameron, Rick Jaffa e Amanda Silver - Avatar - La via dell'acqua (Avatar: The Way of Water)
- Noah Baumbach e Greta Gerwig - Barbie
- Seth Reiss e Will Tracy - The Menu
- Erik Jendresen e Christopher McQuarrie - Mission: Impossible - Dead Reckoning - Parte uno (Mission: Impossible - Dead Reckoning - Part One)
- Christopher Nolan - Oppenheimer
- Ti West e Mia Goth - Pearl

#### Miglior montaggio
- Stephen E. Rivkin, David Brenner, John Refoua e James Cameron - Avatar - La via dell'acqua (Avatar: The Way of Water)
- Dylan Highsmith, Kelly Matsumoto, Corbin Mehl e Laura Yanovich - Fast X
- Andrew Buckland, Michael McCusker e Dirk Westervelt - Indiana Jones e il quadrante del destino (Indiana Jones and the Dial of Destiny)
- Nathan Orloff - John Wick 4 (John Wick: Chapter 4)
- Eddie Hamilton - Mission: Impossible - Dead Reckoning - Parte uno (Mission: Impossible - Dead Reckoning - Part One)
- Jennifer Lame - Oppenheimer

#### Miglior scenografia
- Sarah Greenwood - Barbie
- Dylan Cole e Ben Proctor - Avatar - La via dell'acqua (Avatar: The Way of Water)
- Beth Mickie - Guardiani della Galassia Vol. 3 (Guardians of the Galaxy Vol. 3)
- Kevin Kavanaugh - John Wick 4 (John Wick: Chapter 4)
- Ruth De Jong - Oppenheimer
- Alec Hammond - Renfield

#### Miglior colonna sonora
- John Williams - Indiana Jones e il quadrante del destino (Indiana Jones and the Dial of Destiny)
- Simon Franglen - Avatar - La via dell'acqua (Avatar: The Way of Water)
- Mark Ronson e Andrew Wyatt - Barbie
- Alan Menken - La sirenetta (The Little Mermaid)
- Marco Beltrami - Renfield
- Daniel Pemberton - Spider-Man: Across the Spider-Verse

#### Migliori costumi
- Jacqueline Durran - Barbie
- Bob Buck e Deborah Scott - Avatar - La via dell'acqua (Avatar: The Way of Water)
- Ruth E. Carter - Black Panther: Wakanda Forever
- Judianna Makovsky - Guardiani della Galassia Vol. 3 (Guardians of the Galaxy Vol. 3)
- Joanna Johnston - Indiana Jones e il quadrante del destino (Indiana Jones and the Dial of Destiny)
- Ellen Mirojnick - Oppenheimer

#### Miglior trucco
- Donald Mowat - The Covenant
- Luke Polti - La casa - Il risveglio del male (Evil Dead Rise)
- Alexei Dmitriew, Lindsay MacGowan e Shane Mahan - Guardiani della Galassia Vol. 3 (Guardians of the Galaxy Vol. 3)
- Luisa Abel e Jason Hamer - Oppenheimer
- Alec Gillis e Tom Woodruff Jr. - Prey
- Christien Tinsley - Renfield

#### Migliori effetti speciali
- Joe Letteri, Richard Baneham, Eric Saindon e Daniel Barrett - Avatar - La via dell'acqua (Avatar: The Way of Water)
- Jay Cooper, Ian Comley, Andrew Roberts e Neil Corbould - The Creator
- Stephane Ceretti, Alexis Wajsbrot, Guy Williams e Dan Sudick - Guardiani della Galassia Vol. 3 (Guardians of the Galaxy Vol. 3)
- Andrew Whitehurst, Kathy Siegel, Robert Weaver e Alistair Williams - Indiana Jones e il quadrante del destino (Indiana Jones and the Dial of Destiny)
- Alex Wuttke, Simone Coco, Jeff Sutherland e Neil Corbould - Mission: Impossible - Dead Reckoning - Parte uno (Mission: Impossible - Dead Reckoning - Part One)
- Andrew Jackson, Giacomo Mineo, Scott R. Fisher e Dave Drzewiecki - Oppenheimer

#### Miglior film indipendente
- Pearl, regia di Ti West
- Aporia, regia di Jared Moshe
- Brooklyn 45, regia di Ted Geoghegan
- Fall, regia di Scott Mann
- Jules, regia di Marc Turtletaub
- The Tutor, regia di Jordan Ross

#### Miglior film internazionale
- Sisu - L'immortale (Sisu), regia di Jalmari Helander ·  Finlandia
- La doppia vita di Madeleine Collins (Madeleine Collins), regia di Antoine Barraud ·  Francia
- Missing, regia di Nick Johnson e Will Merrick ·  Stati Uniti
- Un vizio di famiglia (L'Origine du mal), regia di Sébastien Marnier ·  Canada
- 비공식작전 , regia di Kim Seong-hoon ·  Corea del Sud
- Speak No Evil (Gæsterne), regia di Christian Tafdrup ·  Danimarca

#### Miglior film d'animazione
- Spider-Man: Across the Spider-Verse, regia di Joaquim Dos Santos, Kemp Powers e Justin K. Thompson
- Il gatto con gli stivali 2 - L'ultimo desiderio (Puss in Boots: The Last Wish), regia di Joel Crawford
- Tartarughe Ninja - Caos mutante (Teenage Mutant Ninja Turtles: Mutant Mayhem), regia di Jeff Rowe
- Suzume, regia di Makoto Shinkai
- Elemental, regia di Peter Sohn
- Super Mario Bros. - Il film (The Super Mario Bros. Movie), regia di Aaron Horvath e Michael Jelenic

### Televisione

#### Miglior serie televisiva di fantascienza (network)
- Star Trek: Picard
- Andor
- Fondazione (Foundation)
- The Mandalorian
- Inverso - The Peripheral (The Peripheral)
- Silo
- Star Trek: Strange New Worlds

#### Miglior serie televisiva fantasy
- Mercoledì (Wednesday)
- Ghosts
- Good Omens
- House of the Dragon
- Il Signore degli Anelli - Gli Anelli del Potere (The Lord of the Rings: The Rings of Power)
- Mayfair Witches
- Schmigadoon!

#### Miglior serie televisiva horror
- The Last of Us
- American Horror Story
- Intervista col vampiro (Interview with the Vampire o Anne Rice's Interview with the Vampire)
- Chucky
- Fear the Walking Dead
- From
- What We Do in the Shadows

#### Miglior serie televisiva d'azione/thriller
- Outlander
- La Brea
- Manifest
- In viaggio nel tempo (Quantum Leap)
- Tom Clancy's Jack Ryan
- The Witcher
- Yellowjackets

#### Miglior serie televisiva di supereroi
- Superman & Lois
- Doom Patrol
- The Flash
- The Sandman
- Secret Invasion
- She-Hulk: Attorney at Law
- Stargirl

#### Miglior serie televisiva - nuovo genere
- Andor
- The Ark
- The Last of Us
- Il Signore degli Anelli - Gli Anelli del Potere (The Lord of the Rings: The Rings of Power)
- Silo
- The Walking Dead: Dead City
- Mercoledì (Wednesday)

#### Miglior presentazione televisiva
- Licantropus (Werewolf by Night)
- Black Mirror
- Guillermo del Toro's Cabinet of Curiosities
- Hocus Pocus 2
- The Midnight Club
- Mrs. Davis
- The Munsters

#### Miglior serie o film TV animato
- Star Wars: The Bad Batch
- Chainsaw Man
- Gremlins: Secrets of the Mogwai
- Pinocchio di Guillermo del Toro (Guillermo del Toro's Pinocchio), regia di Guillermo del Toro
- Harley Quinn
- My Adventures with Superman
- Star Trek: Lower Decks

#### Miglior attore in una serie televisiva
- Patrick Stewart – Star Trek: Picard
- Sam Heughan – Outlander
- Tyler Hoechlin – Superman & Lois
- Diego Luna – Andor
- Anson Mount – Star Trek: Strange New Worlds
- Pedro Pascal – The Last of Us
- Harold Perrineau – From

#### Miglior attrice in una serie televisiva
- Caitríona Balfe – Outlander
- Lauren Cohan – The Walking Dead: Dead City
- Emma D'Arcy – House of the Dragon
- Rebecca Ferguson – Silo
- Tatiana Maslany – She-Hulk: Attorney at Law
- Rose McIver – Ghosts
- Elizabeth Tulloch – Superman & Lois

#### Miglior attore non protagonista in una serie televisiva
- Jonathan Frakes – Star Trek: Picard
- Harvey Guillén – What We Do in the Shadows
- Ernie Hudson – In viaggio nel tempo (Quantum Leap)
- Ethan Peck – Star Trek: Strange New Worlds
- Matt Smith – House of the Dragon
- Ed Speleers – Star Trek: Picard
- Todd Stashwick – Star Trek: Picard

#### Miglior attrice non protagonista in una serie televisiva
- Jeri Ryan – Star Trek: Picard
- Jess Bush – Star Trek: Strange New Worlds
- Celia Rose Gooding – Star Trek: Strange New Worlds
- Genevieve O'Reilly – Andor
- Katee Sackhoff – The Mandalorian
- Sophie Skelton – Outlander
- Rebecca Wisocky – Ghosts

#### Miglior guest star in una serie televisiva
- Paul Wesley – Star Trek: Strange New Worlds
- Gael García Bernal – Licantropus (Werewolf by Night)
- Giancarlo Esposito – The Mandalorian
- Nick Offerman – The Last of Us
- Amanda Plummer – Star Trek: Picard
- Andy Serkis – Andor
- Catherine Zeta-Jones – Mercoledì (Wednesday)

#### Miglior giovane attore in una serie televisiva
- Jenna Ortega – Mercoledì (Wednesday)
- Milly Alcock – House of the Dragon
- Freya Allan – The Witcher
- Zackary Arthur – Chucky
- Brec Bassinger – Stargirl
- Bella Ramsey – The Last of Us
- Igby Rigney – The Midnight Club